# Fətəli xan
Fətəli xan è un comune dell'Azerbaigian situato nel distretto di Quba.